# گنجشک تاج‌سفید
گنجشک تاج‌سفید (نام علمی: Zonotrichia leucophrys) نام یک گونه از تیره زردپرگان راستین است.